# Acalolepta siporensis
Acalolepta siporensis är en skalbaggsart som först beskrevs av Stefan von Breuning 1939.  Acalolepta siporensis ingår i släktet Acalolepta och familjen långhorningar. Inga underarter finns listade i Catalogue of Life.